# Григорьев, Виктор Михайлович (астрофизик)
Виктор Михайлович Григорьев (род. 1939) — специалист в области физики Солнца и астрофизического приборостроения, член-корреспондент РАН (2000).

## Биография
Родился 12 января 1939 года в Уфе.
В 1962 году окончил астрономический факультет Казанского государственного университета.
С 1962 года работает в Сибирском институте земного магнетизма ионосферы и распространения радиоволн СО АН СССР (сейчас это Институт солнечно-земной физики СО РАН, Иркутск), пройдя путь от старшего лаборанта до заведующего отделом (с 1986 года) и заместителя директора (с 1991 года).
В 2000 году избран членом-корреспондентом РАН.

## Научная деятельность[1]
Основные направления научной деятельности связаны с изучением природы общего магнитного поля Солнца и его переменности, проблемы возникновения и развития сильных магнитных полей активных областей.
Определил новые количественные и качественные характеристики общего магнитного поля Солнца и его структуры. Впервые выполнил измерения вектора магнитного поля в полярных областях Солнца. Исследования переменности магнитного поля Солнца, крупномасштабной структуры и динамики фонового магнитного поля существенно расширили представления о природе солнечного магнетизма.
Получил ряд фундаментальных результатов в области изучения сильных магнитных полей. Впервые прямыми измерениями вектора магнитного поля при появлении активной области доказал всплывание трубки магнитного потока на поверхность Солнца. Обнаружил тороидальную конвективную ячейку вокруг солнечного пятна и показал её роль в устойчивости структуры сильного магнитного поля пятна. Установил особенности в расщеплении магнитоактивных линий в спектре пятен, названные им «кроссовер-эффект».
Обосновал теорию образования магнитоактивных линий в среде с градиентом скорости. Внёс крупный вклад в развитие отечественной экспериментальной базы для солнечных исследований. Руководил созданием уникального автоматизированного солнечного телескопа с диаметром оптики 800 мм для прецизионных измерений слабых магнитных полей на Солнце, глобальных колебаний и дифференциального вращения Солнца.
Разработал новые методы измерения солнечных магнитных полей, ряд новых типов солнечных магнитографов — устройств для калибровки измерений напряженности магнитного поля. Совместно с коллегами предложил способ проведения астрофизических измерений для мониторинга одного из важнейших параметров солнечного изображения — функции потемнения к лимбу, которая лежит в основе всех модельных представлений в физике Солнца. Руководит работами в области измерения слабых магнитных полей на Солнце и научно-технической проработки предложенного им космического эксперимента для получения стереоскопических изображений процессов и явлений в солнечной атмосфере. Лидер научной школы «Физика солнечных процессов и явлений и создание новых методов их изучения».
Участие в научно-организационной деятельности
- председатель рабочей группы «Солнечные инструменты Астросовета» и Научного совета РАН «Солнце — Земля»
- член секции «Солнце» Научного совета РАН по астрономии, секции «Физика плазмы и солнечно-земные связи» Научного совета РАН по космосу
- член Объединённого учёного совета СО РАН по физико-техническим наукам
- член Международного астрономического союза, Международного оптического общества (SPIE)
- член Комиссии по борьбе с лженаукой и фальсификацией научных исследований (с 2013 года)

## Основные публикации[1]
- Вспышка 23 сентября 1998 года: Новые аргументы в пользу модели CSHKP // Исследования по геомагнетизму, аэрономии и физике Солнца. 2000. Вып.113. С.120-126 (в соавт.)
- Структура супергрануляции активной области и формирование волокон // Активные процессы на Солнце и звездах. СПб., 2002. С.32-35
- Стоксометрические наблюдения общего магнитного поля Солнца: Возможности проявления сильных мелкомасштабных магнитных полей // Астрон. журн. 2005. Т.82, N 7. С.628-636 (в соавт.)
- Эволюция волокна, связанная с изменением магнитного поля сложной активной области // Там же. 2006. Т.83, N 5. С.1-11 (в соавт.).

## Награды
- Медаль ордена «За заслуги перед Отечеством» II степени (1999) — За большой вклад в развитие отечественной науки и подготовку высококвалифицированных кадров[2]
- Орден Почёта (2006) — За достигнутые трудовые успехи  и  многолетнюю  добросовестную работу[3]
- Почётная грамота Президента Российской Федерации (2014) — За достигнутые трудовые успехи, заслуги в гуманитарной сфере, активную общественную деятельность и многолетнюю добросовестную

работу